# Асланбек Кайтукин
Асланбек Кетуков (1657 — 1746) — Пшишхо князь-валий Кабарды (1737—1746). Старший сын князя Кетуко Джамбулатова. Младшие братья — Канамет и Джамбулат.

## Биография
В августе 1711 года Асланбек Кайтуков принял участие в успешном походе кабардинских князей против кубанских татар. Кабардинское войско под командованием князей Александра Бековича-Черкасского, Атажуко Мисостова, Асланбека Кайтукова и Татархана Бекмурзина вторглось в Прикубанье и разбило в битве 15-тысячные отборные части крымского нурадина, которые были обращены в бегство, во время которого большое число противника потопили в Кубани и были взяты в плен.
После неудачного для России Прутского мира с Османской империей (1711) позиции России на Кавказе и в Кабарде стали ослабевать. Крымское ханство стало более активно вмешиваться во внутренние дела Кабарды. Кабардинские князья разделились на две партии. Князья Атажукины и Мисостовы стали склоняться к примирению с крымским ханом. В то же время князья Кайтуковы и Бекмурзины настаивали на борьбе с Крымом, в том числе и с помощью России.
В начале 1720 года крымский хан Саадат-Гирей (1717—1724) отправил в Большую Кабарду своих посланцев с требованием присягнуть Турции и Крыму. Кабардинские князья отвергли крымский ультиматум.
Весной 1720 года крымский хан Саадет-Гирей во главе 40-тысячной татарской орды расположился лагерем на границах Кабарды. Хан потребовал выдачи четырех тысяч «ясырей» и возмещения убытков, понесенных во время неудачного похода в Кабарду крымского хана Каплан-Гирея в 1708 году, где они были разбиты в Канжальской битве. 
Хаса кабардинских князей отказалась исполнять требования крымского хана Саадет-Гирея. Послов от кабардинских князей хан арестовал и двинулся свои войска через Кубань. Крымцы организовали заговор с целью истребления всех враждебно настроенных князей. Князья Мисостовы и Атажукины, во главе с Исламбеком Мисостовым, решили не оказывать сопротивление. А князья Джамбулатовы и Кайтукины, узнав о планах хана, со своими подданными ушли в горы. Их возглавил князь Асланбек Кайтукин. Они укрылись в урочище Кашкатау, построив там за короткий срок город-крепость Шерег (Черек). Князья Мисостовы и Атажукины во главе с Исламом Мисостовым остались на Баксане. Таким образом, в 1720 году Большая Кабарда разделилась на две враждебные группировки, получившие по русской терминологии название Баксанской и Кашкатавской партий.
Крымский хан Саадет-Гирей потребовал от кабардинцев дань хлебом, скотом, лошадьми и людьми — «со всякого двора по ясырю». Имущество непокорных князей, уорков и крестьян было разграблено. «Конские и животные стада их отогнали. И хлеб на корню, и сено в стогах сожгли. И жилища их разорили».
В августе 1720 года крымский хан Саадет-Гирей с 40-тысячным войском перешел реку Кубань и повел свои силы на князей Кайтуковых и Бекмурзиных. Князь-валий Ислам-бек Мисостов и некоторые кабардинские князья со своими отрядами приняли участие в этом походе. Осада Черекского городка продолжалась до конца 1720 года. Положение осажденных было сложным и в одно время Бекмурзины даже предлагали пойти на перемирие с крымским ханом, но Асланбек Кайтуков, «не хотя того слышать, всякими способами их от того отвращал». Крымские войска не смогли овладеть Черекским городком. Кабардинцы развернули на своей территории партизанскую борьбу, которая сделала невыносимым дальнейшее пребывание хана Саадет-Гирея и его войско в Кабарде. В декабре 1720 года хан со своим войском отступил от Черекского городка и возвратился на Кубань. Расположив здесь свой лагерь, Саадат-Гирей стал направлять отряды по всей территории Кабарды для разорения и грабежа страны. Поведение ханских войск вызвало острое недовольство у населения Кабарды, участились пограничные инциденты.
Асланбек Кайтукин отправил в Санкт-Петербург своего посла Саадатгирея Салтаналиева с просьбой о помощи, сообщив, что иначе им придется «поддаться» крымскому хану.
В январе 1721 года на р. Нальчик произошел бой между князьями Кайтукиными и Бекмурзиными и превосходящими силами крымского хана и отрядов Мисостовых и Атажукиных. В ходе битвы большая часть уорков в войске Мисотовых и Атажукиных перешла на сторону князя Асланбека Кайтукова, в результате чего крымские татары были разгромлены и изгнаны из Кабарды.
В 1721 году царское правительство рассмотрело положение Кабарды и отправило военную помощь Кабарде. В конце того же года астраханский губернатор полковник А. П. Волынский с отрядом казаков и калмыками прибыл в Терский город. Кашкатавская партия радостно встретила русского сановника. В свою очередь Атажукины отказались от встреч с представителем России, пока не получат возмещение от казаков за причиненные ими разорения. Но вскоре Пшишхо Кабарды Исламбек Мисостов со своими уорками приехал к Волынскому и принес извинения за вынужденный переход к крымскому хану. А. П. Волынский в результате многочисленных встреч примирил главу Кашкатавской партии Асланбека Кайтукина с Пшишхо и главой Баксанской партии Исламбеком Мисостовым.
В 1722 году Асланбек Кайтукин во главе кабардинского отряда участвовал в персидском походе российского царя Петра I. Находясь уже на Сулаке, Петр I издал указы калмыцкому хану и донским казакам об оказании помощи Асланбеку Кайтукину.
В 1720-х годах Асланбек Кайтуков возобновил борьбу против князей Атажукиных и Мисостовых. Он обратился за помощью к кубанскому сераскиру Бахти-Гирею, заключив с ним союз. Бахти-Гирей стал принуждать кабардинских князей подчиниться его власти и требуя их переселения на Кубань. В 1729 году во время похода на Кабарду кубанский сераскир Бахти-Гирей был убит в бою.
В 1730 году османский султан отстранил от власти крымского хана Менгли-Гирея и вновь посадил на ханский престол Каплан-Гирея. Его соперник за ханский трон — Салих-Гирей, бежал к своему тестю, Пшишхо Кабарды Исламбеку Мисостову. С ним ушло 2 тыс. ногайских семей, примерно до 10-20 тыс. человек. В свою очередь, Каплан-Гирей признавал единственным претендентом на княжение в Кабарде Асланбека Кайтукова, который в свою очередь получил от хана в распоряжение 19-тысячное войско. Со своей стороны Асланбек Кайтуков присягнул хану на верность и обещал привести в покорность весь регион.
Летом 1731 году, крымские войска во главе с Арслан-Гиреем и Асланбеком Кайтуковым подошли к границам Кабарды. Они потребовали выкуп «за кровь» двух султанов из расчета по одному ясырю с каждого двора. Валий Кабарды Исламбек Мисостов, напуганный реальной угрозой вторжения крымских войск во главе своего соперника Асланбека Кайтукова, решил заключить союз с Россией и для обсуждения этого вопроса созвал Хасу, которая поддержала это решение. В соответствии с приказом императорского двора комендант крепости Святой Крест генерал Д. Ф. Еропкин выдвинул русские войска к границам Кабарды. Крымцы начали отступление, в результате которого были разбиты силами кабардинцев и ногайцев Салих-Гирея.
В 1732 году скончался Пшишхо Кабарды Исламбек Мисостов (1721—1732). Кабардинские князья собрались на Хасу для избрания нового Пшишхо. В обход прав старшего по возрасту Асланбека Кайтукина Пшишхо стал его двоюродный брат Татархан Бекмурзин (1732—1737). Асланбек Кайтуков в это время находился в Крыму. Хан «отдал все орды и черкес, живущих в горах … абазин, в уверенности, что с помощью этой силы князю Кайтукину удастся утвердить свою власть в Кабарде и привести её в подданство Порты».
В 1737 году Асланбек Кайтукин организовал заговор против Татархана Бекмурзина, вступив в союз с князьями враждебной партии (Атажукины и Мисостовы). Татархан Бекмурзин бежал с братьями в Астрахань. При посредничестве российских властей Бекмурзин с братьями вернулся в Кабарду и помирился с Асланбеком Кайтуковым.
Летом 1737 года после смерти Татархана Бекмурзина Асланбек Кайтуков был избран Пшишхо Кабарды. В том же году при посредничестве калмыцкого хана Дондук-Омбо состоялось примирение лидеров кашкатавской и баксанской партий — двух наиболее могущественных кабардинских князей Асланбека Кайтукова и Магомеда (Бамата) Кургокина.
Весной 1739 года Асланбек Кайтуков возглавил поход кабардинского войска против кубанских татар. Вместе с калмыками Дондук-Омбо кабардинцы «взяли» множество татарских «аулов».
Летом того же 1739 года крымские войска под командованием кубанского сераскира Кази-Гирея летом 1739 года совершили ответное нападение на Кабарду. На кабардинских летних пастбищах в верховьях Кумы и Малки они захватили около 500 человек и более 200 тысяч голов скота. Асланбек Кайтуков немедленно отреагировал на крымское вторжение. Во главе с ним объединенные силы кабардинцев и калмыков в конце августа 1739 года на р. Лабе настигли войска Кази-Гирея и нанесли ему сокрушительное поражение, при этом погиб и сам сераскер Кази-Гирей.
В 1740-х вновь обострились противоречия между Баксанской и кашкатавской партиями. Асланбек Кайтукин со своими вассалами и подданными оставил урочище Кашкатау и переселился в горы на р. Шегем (Чегем), где занял земли, принадлежавшие князьям баксанской партии. Баксанская партия всеми силами препятствовала переходу Асланбека Кайтукина из района Пятигорья в долину Баксана. В 1744 году обстановка накалилась в связи с покушением на жизнь Касая Атажукина,
предпринятыми людьми Асланбека Кайтукова.
В 1744 году русское правительство отправило в Кабарду для примирения враждовавших сторон бригадира Петра Кольцова «с небольшой командой». П. Кольцов поддержал сторону баксанской партии и вначале встретился с Магомедом (Боматом) Атажукиным. Глава Кашкатавской партии Асланбек Кайтуков и его двоюродный брат Батоко Бекмурзин отправили навстречу Кольцову своего племянника Мисоста, сына бывшего старшего князя Кабарды Татархана Бекмурзина. Во время встречи с лидерами обеих враждующих партий бригадир Пётр Кольцов потребовал от Асланбека Кайтукова и других князей баксанской партии сдать оружие.
Асланбек Кайтуков выразил недовольство неравным отношением со стороны русского правительств к кашкатавской партии относительно баксанской. Он соглашался примириться с «баксанцами» но при условии, что «кто будет нас в наших делах разбирать и по том, что есть моево владения подданных людей на Баксане, то бы мне отдать и меня со всем моим владением посадить на отцовском жилище на Баксане». Асланбек Кайтуков настаивал на возвращении родовых земель в баксанской долине.
Асланбек Кайтуков со своими сторонниками ушел из Кабарды и поселился в верховьях р. Кума, где жили его подданные.
В 1746 году Пшишхо Кабарды Асланбек Кайтуков скончался на 90-м году жизни, находясь в военном походе в районе современных Минеральных Вод. В соответствии с принципом Пшы щехох и мащэщ (Могила князя там, где он скончался), он был похоронен там же. На его могиле по обычаю был насыпан большой курган. 
Новым главой кашкатавской партии стал его двоюродный брат Батоко Бекмурзин, который осенью 1747 года на съезде князей был избран новым Пшишхо Кабарды.
Асланбеку Кайтукову принадлежит знасенитая фраза: "Все пространство между двумя морями мало даже для одного князя" (Хы т1уащ1эр зыпщыми ф1эмащ1э).